# 週刊プロ野球 セ・パ誕生60周年
週刊プロ野球 セ・パ誕生60周年（しゅうかんぷろやきゅう セ・パたんじょう60しゅうねん）とは、ベースボールマガジン社が2009年度1年間をかけて出版した分冊百科本である。同社が初めて発行した分冊百科でもある。

## 概要
2009年は日本プロ野球が今日のセントラル・リーグ・パシフィック・リーグに分裂して60周年目に当たるので、この60年のプロ野球の歴史をベースボールマガジン社が所有する秘蔵写真・資料を豊富に織り込み、1年（最終の10冊は2年）を1冊として発行している。
- その他特典として、トレーディングカード「レジェンドベースボールカード」を毎号2枚付けている。
- なお、発行順は必ずしも時系列（年代の早い順）ではない。
- 定価　560円（第1号は創刊特別記念価格として290円）なお、2010年3月30日発売の「第50号・2008年・2009年」の刊行後、ネット販売予約限定で「全50巻セット」を販売するほか、10号単位のセットも同じくネット販売予約限定で発売されている。
- 別売りとして10冊を1つにまとめられる専用バインダー（定価1200円/1冊）がある。また購入特典として創刊号～10号までは「レジェンドベースボールカード」のオリジナルアルバム、11号以後は10号単位でスペシャルベースボールカード（1回につき2枚）が応募者全員プレゼントされる（締切期限あり）。

## 発行順
1. 1974年
2. 1975年
3. 1976年
4. 1977年
5. 1978年
6. 1979年
7. 1980年
8. 1981年
9. 1982年
10. 1983年
11. 1958年
12. 1959年
13. 1960年
14. 1961年
15. 1962年
16. 1963年
17. 1964年
18. 1965年
19. 1966年
20. 1967年
21. 1984年
22. 1985年
23. 1986年
24. 1987年
25. 1988年
26. 1989年
27. 1990年
28. 1991年
29. 1992年
30. 1993年
31. 1994年
32. 1995年
33. 1996年
34. 1997年
35. 1998年
36. 1999年
37. 2000年
38. 2001年
39. 2002年
40. 2003年（ここまでは1年1冊）
41. 1968年・1969年（ここからは2年1冊）
42. 1970年・1971年
43. 1972年・1973年
44. 1950年・1951年
45. 1952年・1953年
46. 1954年・1955年
47. 1956年・1957年
48. 2004年・2005年
49. 2006年・2007年
50. 2008年・2009年